# Stella
STELLA (STELLar Activity) とは、カナリア諸島テネリフェ島のテイデ天文台にある天体観測施設。
STELLA-IとSTELLA-IIの二台の口径1.2mリモートテレスコープで構成され、2006年から無人での観測運用を行っている。
STELLAの主な目的は恒星の活動性について、分光観測と測光観測の両方で長期的なデータを集めることである。
二台の望遠鏡は同型だが異なる観測装置が取り付けられている。
- STELLA-Iはエシェル分光器SESと広視野CCD撮像測光装置WiFSIP (Wide　Field STELLA Imaging  Photometer)を備えている[3]。

＊STELLA-IIは1台目より観測波長域の広い広視野撮像装置と、実験的な補償光学装置を備えている。
STELLAIと-IIはそれぞれ分光器と測光装置を中心に使用する。
2台の望遠鏡は開閉式の屋根を備える箱型の建屋内に並んで設置されている。
STELLA-Iが使用する分光器SES (STELLA Echelle Spectrograph) は温度管理した別室に置かれ、光ファイバーで望遠鏡と接続するタイプのベンチマウント型のエシェル分光器で、波長390-900ナノメートル、波長分解能R=55,000の電磁スペクトルを取得する。あまり精度は高くないものの視線速度の測定（60-150m/sの精度）にも使用できる。この種の装置がリモートテレスコープとの組み合わせで使われることは珍しく、STELLAが世界初の試みとなる。厳格な温度管理システムや波長較正用のヨウ素セルなどを備えていないことが測定の安定性の限界となっている
STELLAはリモートテレスコープのコンセプトを徹底し、観測者は直接望遠鏡を操作する必要が無いのはもとより、施設全体として完全に無人での遠隔運用も可能である。
また、無人・省力化に加えて次のような高い観測能率もSTELLAの特長である
- 技術的なダウンタイムは全時間の2%のみである。
- SESは87.5%の時間でシャッターを開いて観測を行っている状態に置かれていた。
- WiFSIPは67.9%の時間でシャッターを開いていた。

このような高い時間能率を得るために検出器の読み出しと次の観測目標の導入を並行して行う仕組みや、導入時間が最小となるように観測をスケジューリングするソフトウェアを使用している。